# جهاد النكاح
شائعة جهاد النكاح إشاعة ظهرت للمرة الأولى على قناة الجديد في مارس 2013، وانتشرت بعدها على وسائل الإعلام الموالية كذلك لنظام بشار الأسد، انتشرت الإشاعة في ما بعد على هامش الحرب الأهلية السورية. وقد زُعم بأنها فتوى أصدرها العلماء لمقاتلي المعارضة السورية، بممارسة الجنس مع النساء. وقد نسبها الموالون للنظام السوري إلى محمد العريفي، لكنه أعلن أنها مكذوبة معلقًا بقوله: «أن من يُصَدِّقها لا عقل له.»، وأضاف بأن من نسبها له هو «جهاز الاستخبارات السورية». يضع الباحثون بشؤون الجماعات الإسلامية المسلحة هذه الفتوى في سياق تشويه نظام بشار الأسد للمعارضة الإسلامية المسلحة.

## فحوى المصطلح
ورد في تلك الشائعة دعوة النساء المسلمات إلى التوجه نحو الأراضي السورية من أجل ممارسة النكاح، أي إمتاع المقاتلين السوريين لساعات قليلة بعقود زواج شفهية من أجل تشجيعهم على القتال، أشارت صحيفة اللوموند إلى أن مفهوم «جهاد النكاح» ظهر إلى العلن للمرة الأولى عبر قناة الجديد الموالية للنظام السوري، وعلى الفور تداولت بعض وسائل الإعلام الموالية كذلك لنظام بشار الأسد. أثير الموضوع عندما نُشر خبر يقول أن أكثر من 13 فتاة تونسية استجابت لهذه الفتوى، مما أثار الكثير من ردود الأفعال الغاضبة من المجتمع المدني، الذي اعتبرها بمثابة اختراق لقيم تونس التي كانت دائماً مبنية على احترام حقوق المرأة، ما أدى إلى صدور بيان من وزارة الشؤون الدينية في تونس يدين فيه الفتوى ويعتبرها غير ملزمة للتونسيات.

## نفي وتنديد
بعد الانتشار السريع الذي حققته الفتوى المنسوبة للشيخ العريفي، نفى الأخير نسبة الفتوى له وقال إن حسابه في تويتر لم ينشر هذه الفتوى بل هي مفبركة. وقال: «أن من يصدر مثل تلك الفتوى أو يُصَدّقها فهو بلا عقل» ويتضح فبركة الصورة المنتشرة للفتوى بالنظر لأن نصها كتب في عدد أحرف يفوق العدد المسموح به في موقع تويتر لتغريدة واحدة.
في سبتمبر 2013 ذكر وزير الداخلية التونسي لطفي بن جدو (شقيق الإعلامي الموالي للنظام السوري غسان بن جدو) بأن هناك تونسيات ذهبن إلى سوريا ومارسن الجنس، وتبع كلام وزير الداخلية التونسي، نفياً من وزارة المرأة التونسية التي قالت أن لا صحة لكلامه. إضافة على رد الحكومة التونسية على ذاتها، نفى كلا من الجيش الحر وجبهة النصرة ما ذكره الوزير ووصف الجيش الحر ذلك بأنه «فبركات إعلامية أو لبس» وأن ذلك يعد عند الجيش الحر «زنا كامل الأركان وليس جهاداً.»
حللت العديد من الجهات المعارضة للنظام السوري بأن وسائل الإعلام الموالية للنظام السوري هي التي تبنت نشر الفتوى المفترضة للإساءة إلى المتظاهرين وذلك لتبرير استخدامها القوة ضدهم. حيث ذكرت صحيفة لوموند الفرنسية أن جهاد النكاح الذي جرى الحديث عنه في سورية غير موجود، وأشارت إلى أن الآلة الإعلامية للنظام السوري هي من اخترعت هذا المفهوم الجديد في إطار حربها على الثوار بعد أن كانت وصفتهم بأنهم من المتسللين من الخارج لنزع صفة الانتماء للوطن عنهم، وأنهم عصابات مسلحة لتبرير استخدامهما القوة ضد المتظاهرين.